# Dione (mariposa)
Dione es un género de lepidópteros de la familia Nymphalidae. Es originario de América.

## Especies
- Dione moneta (Hübner, 1825) – Mexican Silverspot
- Dione glycera (C. & R. Felder, 1861) – Andean Silverspot
- Dione juno (Cramer, 1779) – Juno Silverspot or Juno Longwing
- Dione vanillae (Zhang, et al., [2019])